# Out of Time (àlbum)
Out of Time és el setè àlbum d'estudi de la banda estatunidenca R.E.M.. Es va publicar el 12 de desembre de 1991 per Warner Bros. Records amb la coproducció de Scott Litt. Aquest treball va representar el punt d'inflexió de la banda a nivell comercial, van passar de ser una banda de culte a una banda popular internacionalment. L'àlbum va encapçalar diverses llistes d'arreu del món, va superar els divuit milions de còpies venudes globalment, i fou guardonat amb diversos premis.

## Producció
L'àlbum combina elements de música pop, folk i música clàssica, continuant amb l'estil presentant en el seu treball previ, Green, però en aquesta ocasió hi van afegir elements de country.
La publicació del primer senzill, «Losing My Religion», va representar l'èxit més important de la banda i va conduir l'àlbum al capdamunt de moltes llistes internacionals, incloses les llistes estatunidenca i britànica. Va superar els divuit milions de còpies venudes arreu del món i fou certificat amb quatre discs de platí als Estats Units. Diversos mitjans el van incloure en les respectives llistes de millors discs de tots els temps.
La banda no va realitzar cap gira per promocionar l'àlbum, ja que van preferir aparèixer ocasionalment en programes de televisió i festivals de música.
Per commemorar el 25è aniversari de la seva publicació, Concord Records va realitzar un rellançament el 18 de novembre de 2016.

## Llista de cançons
Totes les cançons foren escrites i compostes per Bill Berry, Peter Buck, Mike Mills i Michael Stipe. 
| Núm.          | Títol                      | Durada |
| ------------- | -------------------------- | ------ |
| 1.            | «Radio Song» (amb KRS-One) | 4:12   |
| 2.            | «Losing My Religion»       | 4:26   |
| 3.            | «Low»                      | 4:55   |
| 4.            | «Near Wild Heaven»         | 3:17   |
| 5.            | «Endgame»                  | 3:48   |
| 6.            | «Shiny Happy People»       | 3:44   |
| 7.            | «Belong»                   | 4:03   |
| 8.            | «Half a World Away»        | 3:26   |
| 9.            | «Texarkana»                | 3:36   |
| 10.           | «Country Feedback»         | 4:07   |
| 11.           | «Me in Honey»              | 4:06   |
| Durada total: | Durada total:              | 43:40  |

| 1.            | «Losing My Religion 1» (demo)            | 4:00  |
| 2.            | «Near Wild Heaven 1» (demo)              | 4:04  |
| 3.            | «Shiny Happy People 1» (demo)            | 3:13  |
| 4.            | «Texarkana 1» (demo)                     | 3:47  |
| 5.            | «Untitled Demo 2»                        | 3:31  |
| 6.            | «Radio – Acoustic» ("Radio Song 1" demo) | 4:13  |
| 7.            | «Near Wild Heaven 2» (demo)              | 3:37  |
| 8.            | «Shiny Happy People 2» (demo)            | 3:55  |
| 9.            | «Slow Sad Rocker» ("Endgame" demo)       | 4:29  |
| 10.           | «Radio – Band» ("Radio Song 3" demo)     | 4:22  |
| 11.           | «Losing My Religion 2» (demo)            | 4:34  |
| 12.           | «Belong» (demo)                          | 4:15  |
| 13.           | «Blackbirds» ("Half a World Away")       | 3:24  |
| 14.           | «Texarkana» (demo)                       | 4:02  |
| 15.           | «Country Feedback» (demo)                | 4:09  |
| 16.           | «Me on Keyboard» ("Me in Honey" demo)    | 3:43  |
| 17.           | «Low» (demo)                             | 4:52  |
| 18.           | «40 Sec.» ("40 Second Song" demo)        | 1:22  |
| 19.           | «Fretless 1» (demo)                      | 4:51  |
| Durada total: | Durada total:                            | 74:23 |

| 1.            | «Introduction»                                                  |                     | 0:44  |
| 2.            | «World Leader Pretend»                                          |                     | 4:54  |
| 3.            | «Radio Song»                                                    |                     | 4:41  |
| 4.            | «Fall On Me»                                                    |                     | 3:22  |
| 5.            | «It's the End of the World as We Know It (And I Feel Fine)»     |                     | 4:27  |
| 6.            | «Half a World Away»                                             |                     | 3:53  |
| 7.            | «Belong»                                                        |                     |       |
| 8.            | «Love Is All Around» (demo)                                     | Reg Presley         | 3:28  |
| 9.            | «Losing My Religion»                                            |                     | 6:10  |
| 10.           | «Dallas» (amb Billy Bragg, Clive Gregson i Christine Collister) | Jimmie Dale Gilmore | 5:13  |
| 11.           | «Radio Song»                                                    |                     | 5:07  |
| 12.           | «Disturbance at the Heron House»                                |                     | 4:02  |
| 13.           | «Low»                                                           |                     | 6:32  |
| 14.           | «Swan Swan H»                                                   |                     | 2:56  |
| 15.           | «Pop Song 89»                                                   |                     | 3:36  |
| Durada total: | Durada total:                                                   | Durada total:       | 59:05 |

| 1.  | «Out of Time Hi-Resolution Audio» |  |
| 2.  | «Out of Time 5.1 Surround Sound»  |  |
| 3.  | «Radio Song» (videoclip)          |  |
| 4.  | «Losing My Religion» (videoclip)  |  |
| 5.  | «Low» (videoclip)                 |  |
| 6.  | «Near Wild Heaven» (videoclip)    |  |
| 7.  | «Shiny Happy People» (videoclip)  |  |
| 8.  | «Belong» (videoclip)              |  |
| 9.  | «Half a World Away» (videoclip)   |  |
| 10. | «Country Feedback» (videoclip)    |  |
| 11. | «Time Piece electronic press kit» |  |

## Posició en llistes
| Llista (1991) | Posició | Certificacions |
| ------------- | ------- | -------------- |
| Alemanya      | 2       | 5x Or          |
| Austràlia     | 4       | 2x Platí       |
| Canadà        | 1       | 7x Platí       |
| Estats Units  | 1       | 4x Platí       |
| França        | 1       | 2x Platí       |
| Itàlia        | 1       |                |
| Japó          | 71      |                |
| Regne Unit    | 1       | 5x Platí       |

## Crèdits
| R.E.M. - Bill Berry – bateria, percussió, veus addicionals, baix, piano, conga - Peter Buck – guitarra elèctrica, guitarra acústica, mandolina - Mike Mills – baix, orgue, piano, clavicèmbal, percussió, veus addicionals, teclats - Michael Stipe – cantant, melòdica, veus addicionals Músic addicionals - David Arenz, Ellie Arenz, David Braitberg, Dave Kempers – violí - Mark Bingham – arranjaments de corda - Andrew Cox, Elizabeth Murphy – violoncel - Reid Harris, Paul Murphy – viola - Peter Holsapple – baix, guitarra elèctrica - Ralph Jones – baix - Kidd Jordan – saxòfon, clarinet - John Keane – pedal steel guitar - KRS-One – rapejar - Scott Litt – bucle - Kate Pierson – veus addicionals, duet - Jay Weigel – enllaç orquestra - Cecil Welch – fliscorn | Producció - R.E.M. – producció - Dave Friedlander, Tom Garneau, John Keane, Ted Malia, Mike Reiter – enginyeria - Ben Katchor, Ed Rogers – il·lustracions - Scott Litt – producció, enginyeria - Stephen Marcussen – masterització - Frank Ockenfels, Karina Santo, Doug Starn, Mike Starn – fotografia - Tom Recchion – packaging |